# Rhyssemus histrio
Rhyssemus histrio är en skalbaggsart som beskrevs av Vladimir Balthasar 1961. Rhyssemus histrio ingår i släktet Rhyssemus och familjen Aphodiidae. Inga underarter finns listade i Catalogue of Life.